# Derli Chapéu Preto

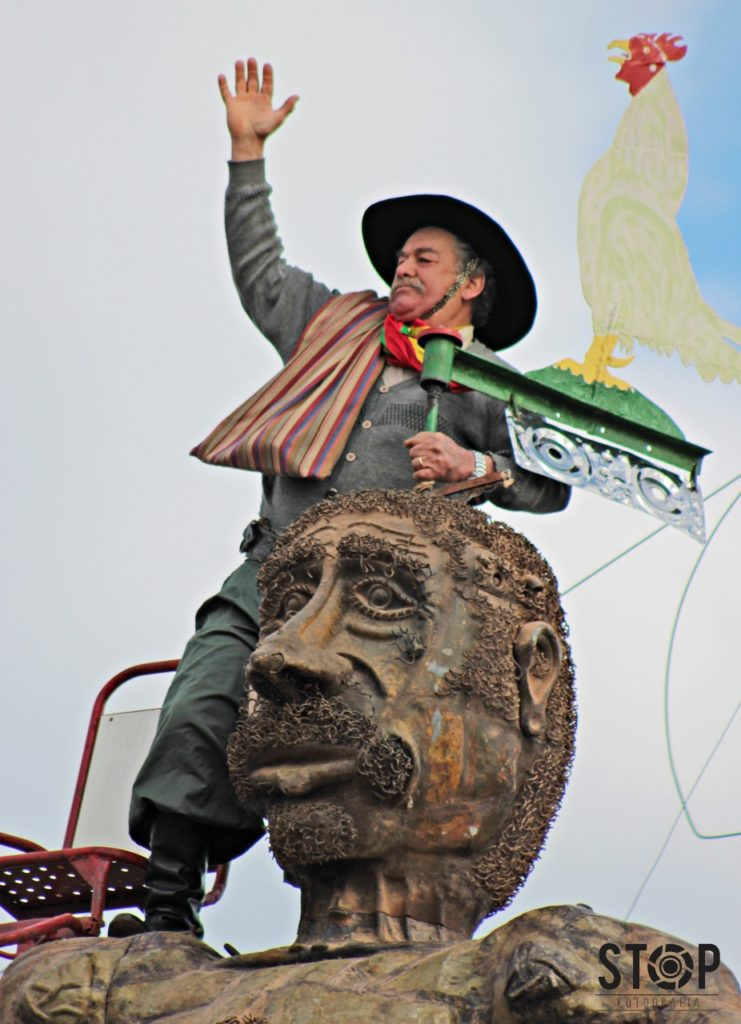

Derli Vieira da Silva, (Alegrete, 30 de maio de 1950) conhecido como Chapéu Preto, é um artista plástico brasileiro. Filho de Aristides Marques da Silva, peão de fazenda, e Irene Vieira da Silva, dona de casa. Tem como irmãs Zeli Vieira da Silva e Leni da Silva Vieira, ambas são professoras.  

## Vida
Desde criança trabalhou em fazendas, seu apelido veio do fato de sempre usar grandes chapéus. Ficou órfão de mãe aos quatro anos de idade. Este acontecimento fez com que o pai cometesse felicídio, envenenando três filhos, em seguida, cometeu suicídio. O artista só não morreu, pois estava ajudando o avô na lavoura. Desde então, foi criado pela avó materna Otília, passaram por muita fome e dificuldades financeiras. Em 1962, aos 12 anos, admirava o artista Juca Pitanga, que fazia esculturas na praça de sua cidade natal, foi com ele que Derli teve as primeiras noções do fazer artístico. Em seguida, já produzia suas próprias esculturas, com a técnica entalhe em madeira, a primeira foi um gaúcho com um cachorro. O primeiro emprego foi na safra da lavoura no Rincão de São Miguel. Prestou serviço militar aos 19 anos, no 12º Batalhão de Engenharia de Combate Blindado, em Alegrete, em 1969. Em 1970, mudou-se para Porto Alegre para trabalhar como pedreiro em uma empresa de elevadores. Em seguida, em 1972, começou a trabalhar no SENAI (Serviço Nacional de Aprendizagem Industrial), em São Leopoldo, onde ficou por 11 anos, esta empresa proporcionou que Derli completasse o Ensino Fundamental séries iniciais (equivalente ao 5º ano do Ensino Fundamental), com o sistema de ensino MOBRAL (Movimento Brasileiro de Alfabetização).
Casou-se com Sônia Maria Machado da Silva e com ela teve uma filha, Katiúcia Svetlana. Depois que ficou viuvo, casou-se com Joana Maria da Silva.
Nesse período Chapéu Preto produzia suas artes durante os finais de semana, autodidata, suas principais matérias-primas são: madeira, aço, pedra, ferro, osso, chifre e outras sucatas. Os temas de suas esculturas são campestres e referem-se ao dia a dia do autêntico gaúcho.

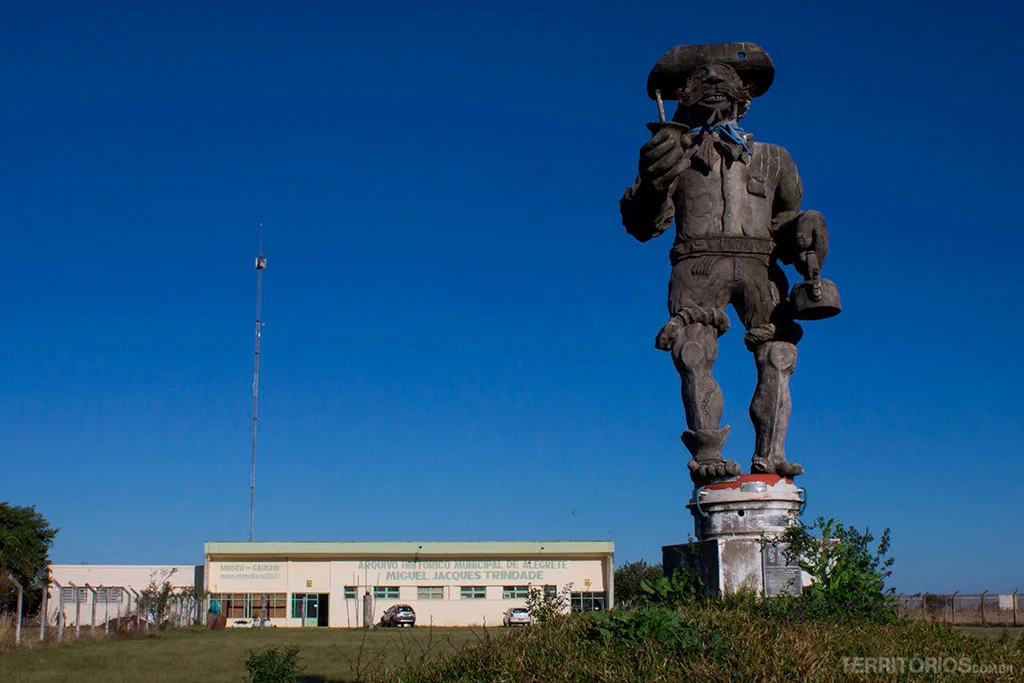
Escultura em frente ao Museu do Gaúcho - Alegrete, RS

O ateliê do artista situa-se em Alegrete, no Bairro Capão do Angico, e tornou-se ponto turístico do município, neste local está localizada a estátua do Homem de Lata, que homenageia o gaiteiro Mano Lima, medinco 5,10m de altura, entre outras obras e novas produções.

## Obra
Em 1980, ganhou o troféu "Homens e suas profissões" em reconhecimento ao seu trabalho.
Em 1985, recebeu a medalha de ouro como maior escultor primitivo por uma exposição na Ilha do Governador, no Rio de Janeiro.
Em 1992, expôs algumas obras na Conferência das Nações Unidas sobre Meio Ambiente, no Rio de Janeiro, a ECO 92. Ainda no mesmo ano fez a escultura intitulada Cavalo de José de Albreu para o 6º Regimento de Cavalaria Blindado do Exército Brasileiro, com o qual recebeu a homenagem em Porto Alegre no exército.
Em 1993, recebeu o diploma de Colaborador Emérito do Exército por suas obras.
Em 1994, participou do 9º Festival de Artesania/94, realizado em Colon, na Argentina.
Em 1995, por sua trajetória nas artes plásticas, ganhou o título de Mérito Legislativo, em Alegrete.
Em 1997, expôs seu trabalho na Sala Eduardo Trevisan, na Câmara de Vereadores de Santa Maria.
Em 2008, foi convidado pelos Correios para desenvolver a obra O Carteiro, encontrada atualmenta na capital gaúcha, no bairro Serraria. 
Em 2019, recebeu a Medalha da Ordem do Mérito Cultural por seus serviços em Cascavel, Paraná.
Em dezembro de 2020, um incêndio destruíu seu ateliê, causando-lhe enorme prejuízo.

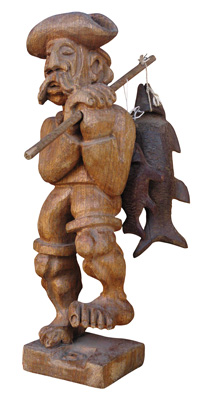
O peixeiro

Em setembro de 2024, a Universidade Federal do Pampa (UNIPAMPA), campus Alegrete, expôs as obras do artista em comemoração aos festejos farroupilhas.
Em 2024 participou como expositor em Vale Vêneto, no Rio Grande do Sul, em comemoração aos 60 anos da Sociedade Casacavel. 
Em 2022, participou do programa especial do Jornal do Almoço, em Alegrete, como o maior artista plástico da cidade.
Em setembro de 2025, participará como expositor da 5ª Edição da Estância da Arte, em Novo Hamburgo, no Pavilhão Internacional da Expointer.
Em 2025, um documentário sobre a trajetória do artista, produzido por Fábio Mariot, foi selecionado para ser exibido no Festival de Cinema de Gravataí.
Está em construção em Alegrete, pela empresa Sotrin, com previsão de entrega para 2027, o Edifício Chapéu Preto, em homenagem ao artista.

## Polêmicas
Em 1981, encontrou na Praça da Alfândega, em Porto Alegre, o escritor e poeta Mario Quintana, seu conterrâneio. O poeta elogiou suas esculturas, mas criticou a cidade de Alegrete. Chapéu Preto, bairrista, não gostou do comentário feito por Quintana e lhe fez os seguintes versos:
"Escrever é coisa fácil e confortável demais,
bem sentado sobre a mesa sem poeira e lamaçais

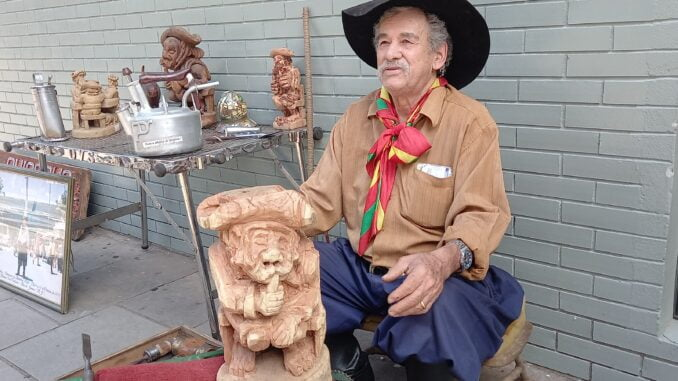
Chapéu Preto esculpindo nas ruas de Alegrete

Difícil é esculpir defuntos sem os restos mortais".
Mario Quintana ao ouvir os inflamados versos fugiu para a redação do Correio do Povo. Mesmo com toda a situação, Quintana publicou no jornal seu encontro com Chapéu Preto e elogiou suas esculturas.
Na Expointer de 2010, teve uma obra censurada, um gaúcho que possuía o órgão genital exacerbado, o que foi considerado, à época, um atentado ao pudor. A escultura media cinco metros de altura e 1,2 mil quilos. Restou à obra a exclusão, porque nenhum administrador de parque, praça ou prefeitura interessou-se em adquirí-la, mesmo sendo oferecida gratuitamente. Segundo Chapeú Peto a obra faz uma homenagem à Trançudo, figura foclórica da região, no início do século XX.